# Paranepanthia rosea
Paranepanthia rosea är en sjöstjärneart som beskrevs av Hubert Lyman Clark 1938. Paranepanthia rosea ingår i släktet Paranepanthia och familjen Asterinidae. Inga underarter finns listade i Catalogue of Life.